# Vito Rallo
Vito Rallo (ur. 30 maja 1953 w Mazara del Vallo) – włoski duchowny katolicki, arcybiskup, emerytowany nuncjusz apostolski.

## Życiorys
1 kwietnia 1979 otrzymał święcenia kapłańskie i został inkardynowany do diecezji Mazara del Vallo. W 1986 rozpoczął przygotowanie do służby dyplomatycznej na Papieskiej Akademii Kościelnej. W latach 2004–2007 był obserwatorem Watykanu przy Radzie Europy w Strasburgu.
12 czerwca 2007 został mianowany przez Benedykta XVI nuncjuszem apostolskim w Burkina Faso i Nigrze oraz arcybiskupem tytularnym Alby. Sakry biskupiej 28 października 2007 udzielił mu Sekretarz Stanu Tarcisio Bertone.
12 grudnia 2015 został mianowany nuncjuszem apostolskim w Maroku.
30 czerwca 2023 papież Franciszek przyjął jego rezygnację z pełnionej funkcji.